# Orchestre universitaire de Strasbourg
 (septembre 2023).
La mise en forme du texte ne suit pas les recommandations de Wikipédia : il faut le « wikifier ».
Les points d'amélioration suivants sont les cas les plus fréquents. Le détail des points à revoir est peut-être précisé sur la page de discussion.
- Les titres sont pré-formatés par le logiciel. Ils ne sont ni en capitales, ni en gras.
- Le texte ne doit pas être écrit en capitales (les noms de famille non plus), ni en gras, ni en italique, ni en « petit »…
- Le gras n'est utilisé que pour surligner le titre de l'article dans l'introduction, une seule fois.
- L'italique est rarement utilisé : mots en langue étrangère, titres d'œuvres, noms de bateaux, etc.
- Les citations ne sont pas en italique mais en corps de texte normal. Elles sont entourées par des guillemets français : « et ».
- Les listes à puces sont à éviter, des paragraphes rédigés étant largement préférés. Les tableaux sont à réserver à la présentation de données structurées (résultats, etc.).
- Les appels de note de bas de page (petits chiffres en exposant, introduits par l'outil «  Source ») sont à placer entre la fin de phrase et le point final[comme ça].
- Les liens internes (vers d'autres articles de Wikipédia) sont à choisir avec parcimonie. Créez des liens vers des articles approfondissant le sujet. Les termes génériques sans rapport avec le sujet sont à éviter, ainsi que les répétitions de liens vers un même terme.
- Les liens externes sont à placer uniquement dans une section « Liens externes », à la fin de l'article. Ces liens sont à choisir avec parcimonie suivant les règles définies. Si un lien sert de source à l'article, son insertion dans le texte est à faire par les notes de bas de page.
- La présentation des références doit suivre les conventions bibliographiques. Il est recommandé d'utiliser les modèles {{Ouvrage}}, {{Chapitre}}, {{Article}}, {{Lien web}} et/ou {{Bibliographie}}. Le mode d'édition visuel peut mettre en forme automatiquement les références.
- Insérer une infobox (cadre d'informations à droite) n'est pas obligatoire pour parachever la mise en page.

Pour une aide détaillée, merci de consulter Aide:Wikification.
Si vous pensez que ces points ont été résolus, vous pouvez retirer ce bandeau et améliorer la mise en forme d'un autre article.
 (septembre 2024).
L’Orchestre universitaire de Strasbourg est un orchestre constitué sous la forme d'une structure associative de type loi 1908 (droit local alsacien-mosellan), qui concentre la majorité de ses activités dans l'agglomération strasbourgeoise, le Bas-Rhin et l'Alsace. Régulièrement, l'orchestre se produit dans le reste de la France ou dans d'autres pays d'Europe à l'occasion d'échanges, de tournées ou de festivals internationaux.
L’association réunit essentiellement des universitaires, étudiants, enseignants et personnels de l'Université de Strasbourg, mais aussi des alumni et d'autres musiciens, qui désirent développer leurs qualités musicales et artistiques au sein d'une formation symphonique amateure de bon niveau.

## Histoire
Créé par Erwin List sous la forme d'un orchestre de musique de chambre en 1961. Ce petit ensemble instrumental composé d'étudiants de différentes facultés participe à la vie universitaire. Cet ensemble s'est étoffé peu à peu pour atteindre sa dimension symphonique actuelle. Il est constitué en association en 1973, sous la forme d'une structure associative de type loi 1908 (droit local alsacien-mosellan). Les statuts sont déposés au tribunal d'instance de Strasbourg.

### Les débuts de l'orchestre de chambre
Au départ, l'orchestre est un quatuor formé de deux violons, d’un alto et d’un violoncelle, dirigé par Erwin List. L'ensemble est alors remarqué par Marc Honegger, directeur de l’Institut de musicologie de l’Université des Sciences Humaines de Strasbourg (ex-Université Marc-Bloch), qui convie l'ensemble à participer aux « Journées de Chant Choral » dont il est le créateur. Durant ces journées organisées par l'Institut de musicologie de l'Université des Sciences Humaines de Strasbourg, l'ensemble collabore avec la Chorale universitaire dirigée par Jean-Paul von Eller.

### Jean-Paul Penin à la tête de l'orchestre (1972 - 1978)
Repris de 1972 à 1978 par Jean-Paul Penin, l'Orchestre universitaire de Strasbourg est invité, en août-septembre 1977, à une tournée de trois semaines de concerts au Pérou et en Colombie. Il y donnera notamment des extraits des Indes Galantes de Rameau à Lima, Cuzco (où plus de 3000 personnes assistent au concert), Medellin, Bogota, concerts organisés en partenariat avec la Ville de Strasbourg (mécénat), les Ambassades de France concernées et le Ministère des Affaires Étrangères. L’orchestre compte à ce moment 32 musiciens et fait partie de la vie musicale strasbourgeoise et alsacienne. Un an plus tôt un ensemble de musiciens de l'Orchestre universitaire de Strasbourg est invité par le Premier Ministre britannique Edward Heath au concours des orchestres de jeunes de la communauté européenne, à Aberdeen, ce qui leur vaudra de participer à un concert des Proms au Royal Albert Hall, à Londres, sous la direction de Walter Susskind (Symphonie fantastique). Durant cette période, l'orchestre organise également deux tournées en Corse. Jean-Paul Penin quitte l'orchestre en 1978, lauréat de la bourse franco-américaine Fulbright, pour poursuivre ses études de direction au conservatoire de San Francisco.

### Succession de directeurs musicaux et de projets internationaux (1978 - 1985)
De 1978 à 1985, l'orchestre est successivement dirigé par Ludovic Potié, Iradj Sahbai, Miguel Gracia Moura et Leila Faraut. L'orchestre donne de nombreux concerts en Alsace et participe à divers festivals , tout en organisant des déplacements à l'étranger. En 1979, il participe au festival d'Art pour Amateurs de St-Omer. En 1982, il organise une tournée au Portugal. En 1983, il participe au festival Musica à Strasbourg. L'année suivante, il participe au festival d'Aberdeen en Ecosse et donne un concert à Leicester en Angleterre dans le cadre du jumelage entre cette ville et Strasbourg. En 1985, l'Orchestre universitaire de Strasbourg participe à l'Année européenne de la musique et à la "Nuit Bach 1985" à Strasbourg.

### De l'orchestre de chambre à l'orchestre symphonique: Les années Roger Delage (1985 - 1991)
Entre 1985 et 1991, sous la direction de Roger Delage, musicologue et second altiste de l’Orchestre philharmonique de Strasbourg, l’OUS devient un ensemble symphonique, composé essentiellement d'instrumentistes étudiants dans toutes les facultés, français et étrangers. À cette époque, l’OUS compte dans ses rangs des musiciens qui sont aujourd'hui devenus célèbres. L'anecdote veut que le Prix Nobel de chimie Jean-Marie Lehn ait été musicien (pianiste) au sein de l'Orchestre universitaire de Strasbourg. C’est également à l’époque de Roger Delage que l’ "Orchestre-U" commence à organiser, chaque année, un concert au Palais de la Musique et des Congrès de Strasbourg en abordant de grandes œuvres du répertoire, telles que La Création de Haydn, L’Enfance du Christ de Berlioz ou encore Carmen de Bizet. D'autres concerts sont organisés sur le campus universitaire et en Alsace comme à Illkirch, Weiterswiller, Zimmersheim, Lingolsheim, Wasselone, Mulhouse, des concerts réguliers au Palais universitaire à Strasbourg et à l'église du Christ ressuscité, voisine du campus Esplanade.
En effet, en 1985, dans le cadre du jumelage entre les villes de Leicester et de Strasbourg, l'orchestre universitaire donne le Requiem de Mozart à Strasbourg en l'église Saint-Maurice avec la participation de la "Leicester University Choral Society" devant un public nombreux. En 1986, il participe au festival des jeunes orchestres de Hambourg. En 1987, il donne deux concerts en Angleterre (Leicester et Boston) et participe la même année au festival de l'Imaginaire et du Fantastique à Gérardmer.
L'année 1988 est elle aussi riche, puisque l'orchestre organise une tournée dans la région de Saint-Etienne, participe au Festival International de Musique Universitaire de Belfort et donne en juin la "Missa di Gloria" de Puccini avec la chorale Sainte-Cécile de Lingolsheim et les chœurs de Püttligen. En décembre 1988, l'orchestre donne la messe en ut de Beethoven au Palais de la Musique et des Congrès avec la "Leicester University Choral Society".
En 1989, l'orchestre participe à nouveau au Festival International de Musique Universitaire de Belfort, en interprétant parmi d'autres œuvres la 41e symphonie de Mozart. A l'été 1989, l'orchestre, dirigé alors par Christine Turellier, organise une tournée dans la vallée de la Loire (Nevers, Tours, château de Blois, Azay-le-Rideau, château de Chémery). Enfin en décembre de la même année, il donne la Création de Haydn sous la direction de Roger Delage avec la chorale Sainte-Cécile de Lingolsheim et les chœurs de Püttligen devant plus de 2000 personnes au Palais de la Musique et des Congrès. Ce programme sera repris à quatre reprises.
En 1990, la Création de Haydn est reprise à Leicester avec la "Leicester University Choral Society". Il s'ensuit une tournée aux Pays-Bas (Leyde, Rotterdam). En décembre, l'orchestre donne L'Enfance du Christ de Berlioz avec les chœurs universitaires de Strasbourg au Palais de la Musique et des Congrès.

### Sous la direction de Yovtcho Petrov (1991 - 1996)
C'est au printemps 1991 que l'orchestre change de chef d'orchestre et fait appel à Yovtcho Petrov, qui le dirige pendant cinq ans. Plusieurs concerts sont organisés dans toute la région et l'orchestre participe une nouvelle fois au FIMU à Belfort. En décembre 1991, pour son concert du 30e anniversaire, l'orchestre interprète des extraits de Cosi fan tutte de Mozart au Palais de la Musique et des Congrès.
Dans le courant de l'année 1992, des concerts dans la région sont organisés et l'orchestre accueille son homologue de Groningen aux Pays-Bas. Une tournée en Alsace est organisée en juin 1992. Le 18 décembre 1992, l'année est clôturée par un concert au PMC. Au programme, des extraits de l'opéra Carmen de Bizet avec la participation des trois chorales universitaires et de la maîtrise de la cathédrale. En 1993, une tournée en Allemagne et aux Pays-Bas est organisée et les extraits de Carmen sont repris à Strasbourg et à Munster. En janvier 1994, l'orchestre donne un concert au Palais de la Musique et des Congrès, qui propose des oeuvres de Mahler et de Dvorak. En avril de la même année, il part à Milan. La saison se poursuit avec des concerts en Alsace, et un concert à l'Université pour le 25e anniversaire de l'Institut International des Droits de l'Homme.
En janvier 1995, toujours au PMC, l'orchestre avec la participation de la Chorale des Universités dirigée par Annick Desbizet entonne des oeuvres de Beethoven, Chabrier et Bizet. Il accueille la même année les orchestres de Kiel (Allemagne) et de Vienne (Autriche). En 1996, l'orchestre se rend à Dresde en avril. Les concerts sont nombreux en Alsace, parmi lesquels un concert au Palais universitaire organisé par le "Lions Club" et à l'église Saint-Guillaume avec l'Orchestre des Jeunes de Strasbourg.

### Claude Brendel prend la direction de l'orchestre (1996 - 2002)
A la rentrée de septembre 1996, c'est Claude Brendel qui prend la direction de l'orchestre. Il reste à sa tête jusqu'en 2002. En décembre 1997, un concert au Palais de la Musique et de Congrès associe la 5e symphonie de Beethoven à des extraits de la Traviata de Verdi. En 1998, des concerts ont lieu à Lille. En décembre 1999, la Chorale des Universités et la Cantèle d'Eguisheim partagent la scène avec l'OUS au Palais de la Musique et des Congrès, interprétant le Boléro de Ravel et le Te Deum de Bruckner. En 2000, l'orchestre donne notamment un concert de l'espoir au Palais des Fêtes au profit des enfants malades.
Pour son 40e anniversaire, célébré en 2001, l'orchestre organise au mois d'avril une tournée de quinze jours en Chine du Sud. Il s'ensuit un concert-anniversaire au PMC, le 8 décembre 2001, où sont joués des extraits des opéras de Verdi.

### Sous la baguette de Gabriel Mattei (2002 - 2006)
Gabriel Mattei prend la direction de l'orchestre de 2002 à 2006. Il donne en particulier un concert au PMC en mars 2004 avec la chorale de l'Université de Haute-Alsace. Au programme, la symphonie pastorale de Beethoven, le concerto pour violon de Tchaikowski et le Gloria de Poulenc. En 2005, une tournée est organisée dans le Périgord.

### Les années Simon Rigaudeau (2006 - 2010)
En 2006, Simon Rigaudeau remplace Gabriel Mattei. Pendant ses quatre années à la direction musicale, il donne de nombreux concerts en Alsace, et en particulier sur le campus universitaire strasbourgeois. Un répertoire de musiques de film est souvent proposés au Palais universitaire, attirant les étudiants dans le public. Le 3 avril 2007, au PMC, l'orchestre interprète des oeuvres de Beethoven, de Saint-Saens et de Dvorak. Une tournée est organisée à Dresde en juin 2007.
En 2009, c'est un nouveau concert au Palais de la Musique et des Congrès qui est donné le 22 mai avec au programme des oeuvres de Saint-Saens et la première symphonie de Tchaikowski. En décembre de la même année, l'orchestre se produit au lycée Kléber, son lieu de répétition, où il propose des extraits d'opéra avec l'Ensemble Vocal Universitaire de Strasbourg. Il donne en 2010 un concert consacré à la musique de ballets au Palais des Fêtes.

### L'orchestre sous la direction de Corinna Niemeyer (2010 - 2022)
En septembre 2010, la jeune cheffe d'orchestre Corinna Niemeyer, qui étudie alors à Karlsruhe, devient directrice musicale de l'orchestre. L'orchestre accentue sa présence sur le campus universitaire avec des concerts au Palais universitaire ou à proximité, comme à l'église Saint-Paul. Un échange est organisé avec l'orchestre universitaire de Brême, qui est accueilli à Strasbourg en juin 2001. Elle dirige quatre concerts anniversaires pour les 50 ans de l'orchestre universitaire. Les concerts ont lieu à la cathédrale de Strasbourg, à l'auditorium du Conservatoire, au Palais universitaire et au lycée Kléber. Y participent d'anciens chefs de l' "Orchestre-U" parmi lesquels Erwin List, son fondateur, Jean-Paul Penin, Iradj Sahbai, Christine Turellier et Gabriel Mattei. Les concerts sont organisés dans le cadre de l'opération "Campus Oreille" en partenariat avec l'AFGES.
Le samedi 9 février 2019, en l'église Saint-Thomas, des musiciens de l'orchestre universitaire sous la direction de Corinna Niemeyer interprètent avec des chœurs strasbourgeois l'Ode à la joie dans le cadre du concert d'hommage aux victimes de l'attentat du 11 décembre 2018 à Strasbourg.
En 2020, sous sa direction, l'orchestre lance sa première académie d'été qui voit les musiciens se réunir pendant une semaine à la fin du mois d'août pour donner des concerts de rentrée au début du mois de septembre.
Pour son dernier concert, Corinna Niemeyer, dirige l'OUS au Palais de la Musique et des Congrès, le samedi 10 septembre 2022 dans le cadre de la célébration des 60 ans de l'Orchestre Universitaire de Strasbourg,.Le concert attire un public nombreux puisque la salle Érasme affiche complet ce soir-là.

### Mauro Mariani à la tête de l'orchestre universitaire
En septembre 2022, Mauro Mariani, jeune chef d'orchestre italo-suisse, prend la direction de l'Orchestre Universitaire de Strasbourg. Il devient le directeur musical de l'orchestre après avoir remporté un concours entamé à l'été 2021.
Sous sa direction, l'orchestre poursuit son développement et interprète des programmes toujours plus ambitieux, en interprétant des oeuvres de Dukas, Gershwin, Tchaikovski, Ravel, Dvorak ou Richard Strauss. Après avoir créé en France, la Symphonie de Dora Pejacevic à l'été 2023, l'orchestre interprète également la 2ème symphonie de Karol Szymanowski.
En juin 2024, l'orchestre produit son premier opéra, Carmen, sous la direction de Maruo Mariani. Ce projet voit l'orchestre collaborer avec neuf chanteurs solistes professionnels, le Cheour de Chambre de l'Université de Strasbourg, la Maîtrise Sainte-Philomène de Haguenau, pour une représentation le vendredi 14 juin 2024 au Palais de la Musique et des Congrès de Strasbourg, mise en scène par Marie Salomé Iffrig. Cette représentation rencontre un franc succès et se joue à guichets fermés.
A la rentrée 2024, l'orchestre universitaire interprète pour la première fois la 5ème Symphonie de Beethoven et accompagne Tobias Reifland, altiste de l'orchestre philharmonique de Berlin dans le concerto pour alto de Walton.

## Activités

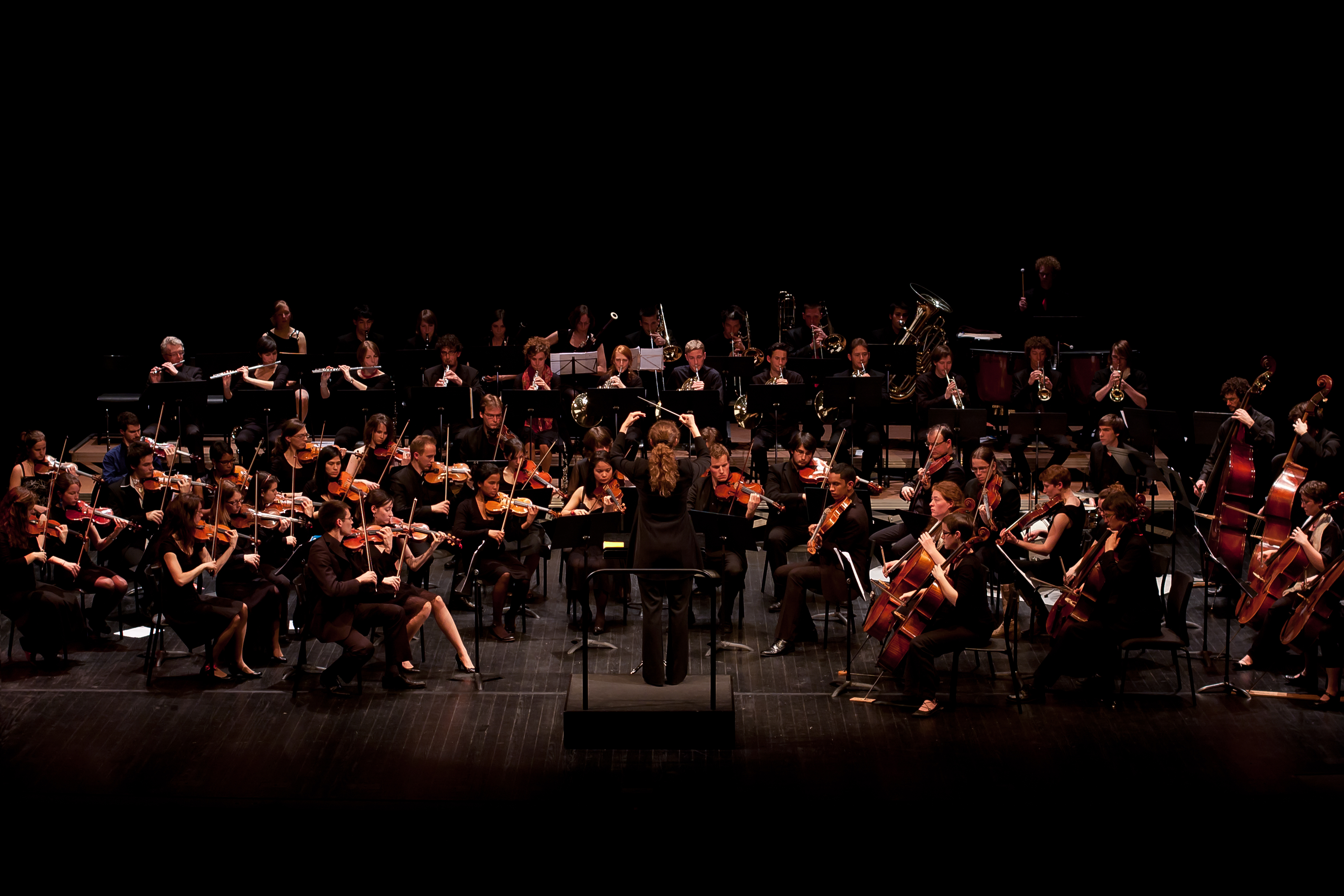
L'Orchestre universitaire de Strasbourg en concert à l'Auditorium de la Cité de la musique et de la danse de Strasbourg en avril 2011.

L'Orchestre universitaire de Strasbourg rassemble les étudiants, le personnel et les enseignants de l'Université de Strasbourg qui souhaitent aborder le répertoire orchestral, mais également des musiciens extérieurs à l'université, anciens étudiants ou non.
Il a aujourd’hui la configuration d’un orchestre symphonique, regroupant environ quatre-vingt musiciens qui, pour la majorité d’entre eux, étudient à Strasbourg. L’orchestre compte, chaque année, parmi ses membres, un certain nombre d’étudiants étrangers venant du monde entier et issus des différents programmes d'échanges internationaux, par exemple Erasmus.
En 2007 a été créé un orchestre à cordes d'une vingtaine de musiciens qui mène une activité parallèle à celle de la formation symphonique, et permet ainsi d’attirer le plus de musiciens possible et d'explorer l'interprétation de la musique baroque (Canzone de Giovanni Gabrieli en 2011 ; Sinfonia al Santo Sepolcro RV169 de Antonio Vivaldi, en 2010). Celle-ci vient compléter un répertoire riche, incluant la musique classique (Requiem de Wolfgang Amadeus Mozart, en 2004 ; Ouverture de l'oratorio Paulus de Felix Mendelssohn, en 2010), les classiques du romantisme (Concerto en ré mineur pour violoncelle et orchestre de Édouard Lalo, en 2008 ; Ouverture Die Zauberharfe D. 644 de Franz Schubert, en 2010), la musique d'opéra (« Mi chiamano Mimì » extrait de La Bohème de Giacomo Puccini, en 2010 ; Ouverture de l'opéra Il signor Bruschino de Gioacchino Rossini, en 2008), la musique sacrée (Gloria de Francis Poulenc, en 2003) ou encore la musique moderne (Suite pour petit orchestre no 1 d'Igor Stravinsky, en 2010 ; Rhapsody in Blue de George Gershwin, en 2011).
L'Orchestre universitaire de Strasbourg accueille également à l'occasion de ses concerts de nombreux solistes internationaux parmi lesquels : Anna Göckel, Fabio Romano, Jean-François Rouchon, Andreea Soare, Andrei Ioniță (en), Tobias Reifland, etc.

### Les concerts
L'Orchestre universitaire de Strasbourg marque sa présence dans le paysage musical alsacien avec une quinzaine de concerts par saison à Strasbourg ou à l'étranger. L'orchestre donne ainsi chaque année des concerts de rentrée au mois de septembre, des concerts symphoniques en décembre et en mai, ainsi que des concerts de musique de chambre à la fin du mois de janvier.
L’orchestre poursuit son développement artistique en multipliant les projets insolites et les concerts universitaires, telle que les collaborations avec le chœur de l’Université de Haute-Alsace ou avec l'Ensemble Vocal Universitaire de Strasbourg (saison 2009-2010 et 2018-2019, dernière collaboration à l'occasion des 60 ans de l'EVUS pour lesquels ils ont interprété le Gloria de Francis Poulenc), ou encore avec le Théâtre universitaire de Strasbourg (Que d'espoir ! de Hanoch Levin : saison 2014-2015 ; Le Bourgeois gentilhomme de Molière : saison 2017-2018). En septembre 2017, dans le cadre du Festival européen du Film Fantastique de Strasbourg, il participe à un bal des vampires organisé dans l'aula du Palais universitaire.
L'orchestre collabore également avec d'autres acteurs culturels strasbourgeois comme le chœur de Saint-Guillaume ou le Jeune Ballet Universitaire de Strasbourg en 2023. Il collabore en 2024 avec le Choeur de Chambre de l'Université de Strasbourg et la Maîtrise Sainte-Philomène de Haguenau.
Une autre facette de son activité consiste à jouer au profit d'organismes à caractère humanitaire ou de bienfaisance, tels que l'ARSEP, Médicœur, Terre sans Frontières ou le Téléthon.

### «Campus Oreille»

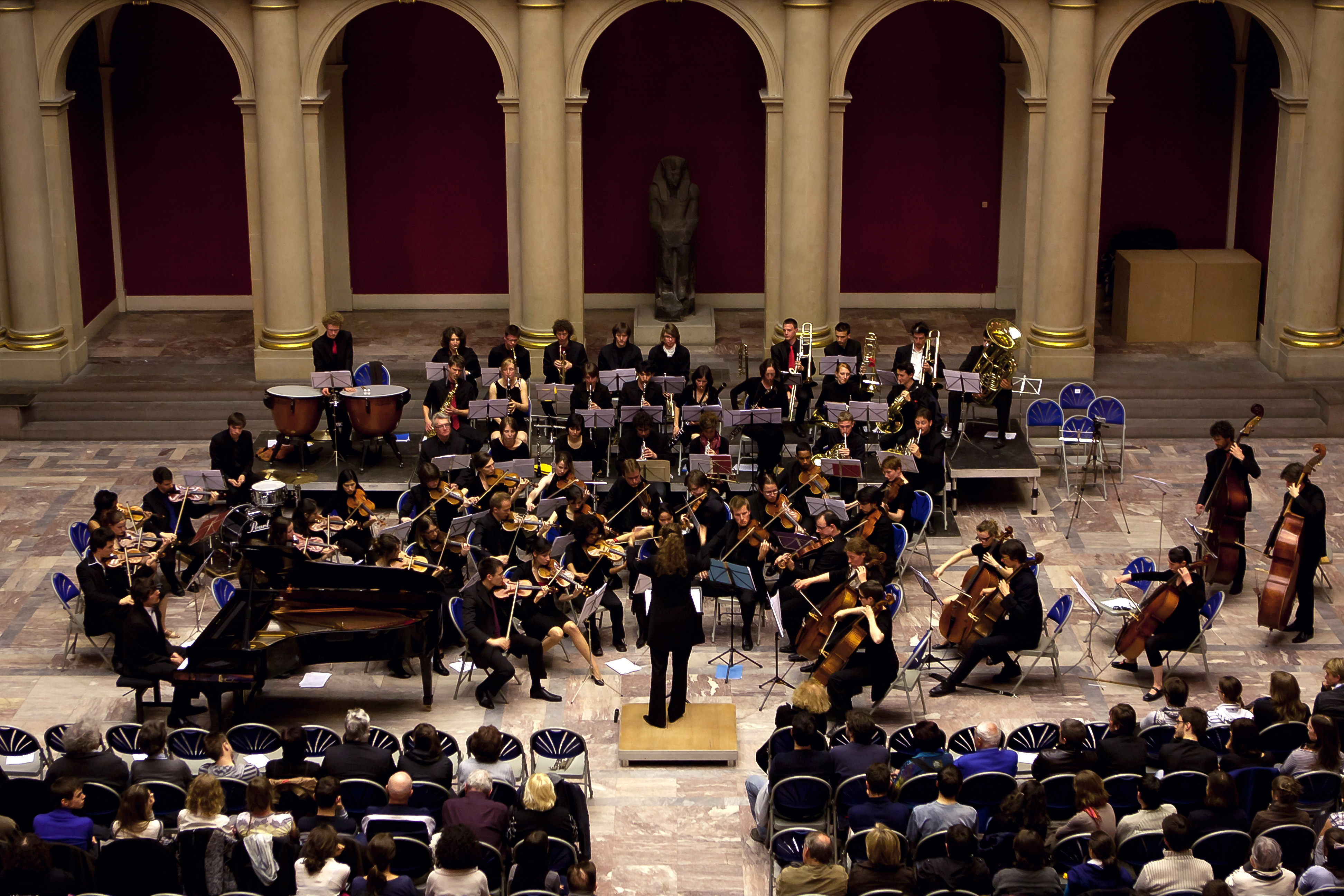
L'Orchestre universitaire de Strasbourg en concert au Palais universitaire de Strasbourg en avril 2011.

Opération originale de l'AFGES, « Campus Oreille » est née d'un partenariat avec l'Orchestre universitaire de Strasbourg. Cette opération permet ainsi chaque année d'organiser une série de concerts dans des lieux d'études ou de vie étudiante (Palais universitaire de Strasbourg, aula de la Faculté de droit de Strasbourg, Collège doctoral européen, etc.).
L'orchestre donne tous les ans trois concerts à vocation éducative dans le cadre de cette opération : ces concerts sont gratuits et ouverts à tous.
L'opération prend fin à la fin des années 2010 mais l'orchestre continue de se produire pendant quelques années, au moins une fois par an au Palais Universitaire de Strasbourg, pour un concert attirant chaque année un grand nombre d'étudiants.

### Le répertoire
Chaque saison, l'OUS interprète de grandes oeuvres du répertoire symphonique et participe à la démocratisation de ce répertoire. En 2023, il interprète par exemple pour la première fois en France, la symphonie de la compositrice croate Dora Pejacevic.

### Les concours
L’Orchestre universitaire de Strasbourg organise régulièrement des concours depuis l'année 2007.
- un concours d’affiche a été organisé deux fois, en 2007 puis en 2010, afin de renouveler l'identité visuelle de l'orchestre ;

- en 2008, l'orchestre a organisé un concours de composition dont l’œuvre lauréate, « Sabbat sur le Bastberg, Fantaisie symphonique sur un thème alsacien » de Vincent Haegele[14], a été intégrée à la programmation de la saison 2008-2009 de l'Orchestre universitaire de Strasbourg ;

- en 2009, l'orchestre a organisé un concours de jeune soliste. Celui-ci avait pour objectif de permettre à un jeune musicien, instrumentiste ou chanteur, de gagner un prix et de se produire en tant que soliste avec l’Orchestre universitaire de Strasbourg durant la saison 2009-2010. Pour la première édition de ce concours, c'est Jonathan Fournel, jeune pianiste alors âgé de 17 ans et élève de Bruno Rigutto au Conservatoire national supérieur de musique et de danse de Paris, qui l'avait emporté[15]. Il avait été accompagné par l'OUS lors de trois représentations au cours de la saison 2009-2010, dans une interprétation du Concerto pour piano et orchestre no 2 de Felix Mendelssohn.

Ces différents concours ont vocation à être reconduits dans les années à venir.

### Création
À la suite d'une résidence du compositeur Gualtiero Dazzi durant l'année universitaire 2018-2019, l'Orchestre universitaire de Strasbourg produit et participe à la création d'un operatorio de Gualtiero Dazzi, intitulé Boulevard de la Dordogne, qui met en dialogue les témoignages des évacués alsaciens-mosellans-ardennais de 1939 et ceux des exilés d'aujourd'hui, réfugiés ou demandeurs d'asile, arrivés à Strasbourg et dans sa région. Ce projet s'inscrit dans le cadre de la commémoration de l'évacuation des Alsaciens-Mosellans-Ardennais de 1939, de l'exil de l'Université de Strasbourg à Clermont-Ferrand en 1939 et de la rafle du 25 novembre 1943, ainsi que dans les festivités liés aux 80 ans de la Cimade. La création a eu lieu les 25 et 26 novembre 2019 au Palais universitaire à Strasbourg.
En septembre 2022, l'orchestre fête ses 60 ans et effectue une commande au compositeur Matías Rosales dont la création est effectuée le 10 septembre au Palais de la Musique et des Congrès.

### Les échanges, tournées et voyages
L'Orchestre universitaire de Strasbourg porte un engagement européen fort, en participant au rayonnement international de l'Université de Strasbourg. Il rencontre régulièrement des orchestres et groupes musicaux, français ou étrangers à travers des échanges ou tournées. Ainsi, il a effectué de nombreux échanges et voyages en Allemagne, en Écosse, aux Pays-Bas ou encore en Italie. Au cours des dernières années, il a accueilli ou a rendu visite à de nombreux orchestres européens tels que le Universitätsorchester Dresden (2007), les orchestres d'Aix-la-Chapelle, de Stuttgart (2005), de Heidelberg, de Milan et de Bologne, de Vienne ou de Brême (juin 2011). Il part de temps en temps en tournée en France (Périgord en juillet 2005). Les musiciens ont également participé en 2013 au Festival International de Musiques Universitaires (FIMU) de Belfort.
En 2001, l'OUS se rend en Chine avec la collaboration de l’Alliance Française de Canton. C’est l'occasion d'une rencontre musicale avec le Chœur de l’Université normale de Chine du Sud basée à Canton.
À partir de la saison 2012-2013, les échanges internationaux de l'Orchestre universitaire de Strasbourg s'intensifient par la volonté de mettre l'accent sur la portée européenne de l'orchestre. Ainsi, dès 2012-2013, un échange est organisé avec le Collegium Musicum dell'Università da Bologna (les deux orchestres interprètent conjointement la suite du lac des cygnes de Tchaïkovski). L’Orchestre universitaire de Strasbourg a accueilli en mars 2014, l’orchestre et le chœur de l’Université de Warwick, pour un concert inédit à l’église Saint-Paul à Strasbourg. A la fin de la saison 2013-2014, l’Orchestre universitaire de Strasbourg s’est illustré aux Pays-Bas dans une tournée qui l’a amené à jouer à Maastricht, Rotterdam et Amsterdam, avec respectivement les orchestres universitaires de Maastricht (Universiteitsorkest Maastricht accueilli en décembre 2013 à Strasbourg), de Rotterdam et d’Utrecht. Lors de sa tournée en juin 2016, l’Orchestre universitaire de Strasbourg s’est produit au Musée de la musique de Prague et dans plusieurs villes allemandes, à Dresde, à Leipzig et à Stuttgart en partageant la scène avec l’orchestre universitaire de Prague, celui de Dresde et celui d’Hohenheim lors de leur représentation à Stuttgart.
Lors de la saison 2014-2015, l'Orchestre universitaire de Strasbourg a participé à deux échanges : du 23 au 26 avril pour l'European Student Orchestra Festival à Louvain en Belgique, où l'OUS a rencontré les orchestres universitaires de Louvain, d'Amsterdam, de Genève, de Copenhague, et deux orchestres de Münster : ; et le week-end du 23 mai, quand l'OUS a accueilli l'orchestre universitaire de Heidelberg pour un concert commun à Hœnheim.
En 2015, l’Orchestre universitaire de Strasbourg participe à la 2e édition de l’ESOF, l’European Student Orchestra Festival à Leuven en Belgique. Seul orchestre français à avoir été sélectionné, il y côtoie les orchestres de Leuven, Genève, Copenhague, Amsterdam, Münster (le Studentenorchster et le Junges Sinfonierorchester). L’orchestre récidive et joue une nouvelle fois à Leuven pour l’ESOF 2017, où il est à nouveau le seul orchestre français sélectionné. Il organise la même année, les 6 et 7 juin 2017, une rencontre franco-allemande des orchestres universitaires en partageant la scène avec les orchestres universitaires de Weimar et de Dresde.
C’est en 2017 que l’Orchestre universitaire de Strasbourg gagne ses lettres de noblesse à l’international. Il participe une nouvelle fois à l’European Student Orchestra Festival à Leuven en Belgique en compagnie d’une dizaine d’orchestres venus des plus grandes universités d’Europe. Il a également eu l’honneur d’orchestrer la partie musicale de la cérémonie d’hommage à Helmut Kohl au Parlement européen, le 1er juillet 2017, une cérémonie diffusée dans le monde entier.
Du 6 au 10 juin 2018, l’Orchestre universitaire de Strasbourg a accueilli la 4e édition de l’European Student Orchestra Festival (ESOF), sa première itinérance. Huit orchestres universitaires d’Europe ont fait le déplacement pour cet événement inédit à Strasbourg. L'Orchestre a coopéré sur ce projet avec l'ESOF vzw, association belge à l'initiative du festival, et l'ENUO (European Network of University Orchestras), dont il est l'un des membres fondateurs. Ces trois partenaires ont remporté en 2018 un appel à projets de la Commission européenne, Creative Europe, pour ce projet.
Depuis, il a reçu lors de sa saison 2018-2019, d'autres orchestres universitaires à Strasbourg : en décembre 2018 , l'Orchestre Universitaire de Lille, et en mars 2019, l'UCD symphony orchestra de Dublin. L'Orchestre universitaire de Strasbourg s'est produit le 27 avril 2019 au Nouveau Siècle avec l'Orchestre Universitaire de Lille (vidéo du concert).
En mai 2022, l'Orchestre universitaire de Strasbourg se rend à Hambourg, accueilli par le chœur et l'orchestre de l'Université de Hambourg. L'orchestre interprète la 2ème symphonie de Jean Sibelius dans l'auditorium Audimax le 7 mai 2022. A l'été 2022, il participe également à la nouvelle édition de l'ESOF, organisée à Toulouse.
Au cours de la saison 2022-2023, l'orchestre se rend à Bordeaux et à Barcelone au mois d'avril 2023 dans le cadre d'une tournée. L'orchestre interprète la 9ème Symphonie, « Du Nouveau Monde » d'Antonín Dvořák ainsi que des pièces de Maurice Ravel : Alborada del Gracioso, Pavane pour une Infante défunte et la Rhapsodie espagnole, sous la direction de Mauro Mariani.
En 2024, l'orchestre participe une nouvelle fois à l'ESOF, organisé à Münster (Allemagne).

## Dons
L'Orchestre universitaire de Strasbourg est une association à but non-lucratif. Elle est habilitée à recevoir des dons, qui font l'objet de rescrits fiscaux. Il est également possible de soutenir les activités de l'orchestre en faisant un don à la Fondation de l'Université de Strasbourg sur la page consacrée à l'Orchestre universitaire de Strasbourg.

## Direction musicale
- Depuis 2022 : Mauro Mariani
- 2010 - 2022 : Corinna Niemeyer
- 2006 - 2010 : Simon Rigaudeau
- 2002 - 2006 : Gabriel Mattei
- 1996 - 2002 : Claude Brendel
- 1991 - 1996 : Yovtcho Petrov
- 1985 - 1991 : Roger Delage
- 1978 - 1985 : Ludovic Potié, Iradj Sahbai, Miguel Gracia Moura et Leila Faraut.
- 1972 - 1978 : Jean-Paul Penin [24]
- à partir de 1961 : Erwin List[25]

Parmi les autres chefs d'orchestre qui se sont succédé au pupitre, on peut également citer Jean-Paul von Eller[Quand ?], Étienne Bardon[Quand ?] et Christine Turellier[Quand ?]. Eric Staiger dirige également l'orchestre pour un semestre durant la saison 2021-2022.

## Présidence
- Depuis 2022 : Florian Maurer
- Hervé Moritz
- Simon Schatz
- Thomas Nussbaumer
- Nathalie Pawela
- Valentin Greigert
- Guillaume Chartagnat
- Philippe Lorchat
- Philippe Morando (président d'honneur)

## Revue de presse
- Superbe prestation de l’Orchestre universitaire de Strasbourg dans Schumann et Debussy (DNA, 05/12/2024)
- Une époustouflante version de « Carmen » par l’orchestre universitaire (DNA, 18/06/2024)
- L'Orchestre universitaire de Strasbourg fête ses soixante ans (DNA, 11/01/2022)
- L’Orchestre universitaire cherche des témoignages de ses anciens musiciens pour fêter 60 ans d’histoire (France3 Grand Est, 10/01/2022)
- Orchestre universitaire de Strasbourg : une rentrée aux accents romantiques (DNA, 10/09/2020)
- Les voix de l'exil (DNA, 28/11/2019)
- Une douloureuse mémoire arpente le Boulevard de la Dordogne (DNA, 03/11/2019)
- Ces orchestres qui donnent du souffle aux universités (The Conversation, 20/06/2018)
- Le Festival européen des orchestres universitaires s'installe à Strasbourg (DNA, 31/05/2018)
- Doux romantisme (DNA, 14/04/2018)
- L'orchestre et le chancelier (DNA, 27/06/2017)
- L'orchestre universitaire en Belgique (DNA, 05/05/2015)